# 빌랄 하사니
빌랄 하사니(Bilal Hassani, 1999년 9월 9일 ~ )는 프랑스의 가수, 유튜버이다. 유로비전 송 콘테스트 2019 프랑스 대표 참가자이다.